# 8월 블록

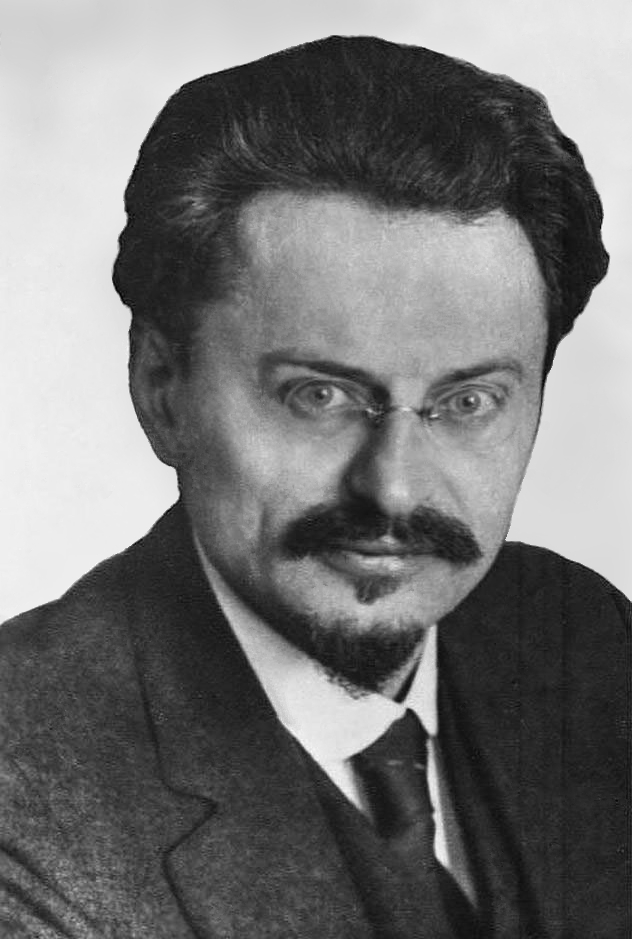
트로츠키는 8월 블록을 주도하여 레닌과 극심하게 대립했으나, 볼셰비키에 가담한 이후 자신이 8월 블록을 주도했던 것을 반성하였다.

8월 블록(러시아어: Августовский блок, 영어: August Bloc) 또는 8월 블록 사건은 레프 트로츠키(Лев Тро́цкий) 발의에 따라 개최된 러시아 사회민주노동당 비엔나 회의에서 결의한 분파 통합 운동이다. 트로츠키는 1912년 12월 25일부터 같은 해 8월 20일까지 이 회의를 주도하였다.
트로츠키 외에 파벨 악셀로드(Павел Аксельрод), 그레고리 알렉신스키(Григорий Алексинский), 율리 마르토프(Юлий Мартов), 알렉산드 마르티노프(Александр Мартынов), 모세 우리츠키(Моисей Урицкий), 유리 라린(Юрий Ларин) 등이 이 회의에 참가하였고, 러시아 사회민주노동당 비엔나 조직위원회 위원이 되었다. 이 회의에서 결의한 문서의 내용은 러시아 사회민주노동당 내 분파의 통합, 의회 활동과 비합법 투쟁의 결합, 자유선거의 실시, 언론의 자유 촉진 등의 내용이 존재한다.
한편, 통합을 거부하고 있었던 블라디미르 레닌의 볼셰비키는 비엔나 회의의 주요 비판 대상이 되었다. 이 통합 회의는 다수의 멘셰비키와 무당파의 지지를 받고 있었고, 볼셰비키 중에서는 오직 극소수가 동조를 하고 있었다. 볼셰비키 내에서는 빅토르 노르긴(Ви́ктор Ноги́н)을 주도로 통합 논의가 있었지만, 다수의 볼셰비키 간부는 통합에 반대하고 있었기에 존재성은 희미했다.
그러나 8월 블록은 성립된 지 불과 몇 주 만에 다시 분열이 되었다. 1914년 2월에 라트비아 리가에서 〈비엔나 회의에 검토 대한 러시아 사회민주노동당의 결의〉가 확정되자, 트로츠키는 비엔나 회의에서 이탈하였고, 산하 노동조합도 이탈하였다.
소비에트 연방을 포함한 공산국가에서는 8월 반당 블록(Августовский антипартийный блок)이라고 불렸다.

## 배경
8월 블록의 탄생 배경은 러시아 사회민주노동당의 극심한 분열에 있다. 트로츠키는 당이 계속 분열을 반복할 경우 러시아 혁명을 제대로 수행할 수 없을 것이라고 분석했다.

### 당내 분파 통합
멘셰비키와 볼셰비키와 완전히 결별하지 않았던 시기인 1910년 1월, 러시아 사회민주노동당 중앙위원회는 총회에서 통합 운동과 관련된 총의 소집에 만장일치로 찬성하였다. 이에 따라 8월 블록은 트로츠키와 레닌 사이의 대립으로 전개됐다. 1913년 기준으로 러시아 사회민주노동당 내 무당파 비중은 42.1%로 상당한 비중을 차지하고 있었다. 이 논쟁은 이 무당파가 통합파로 흘러가느냐, 볼셰비키로 흘러가느냐와 관련된 현실적인 의미에서 권력 투쟁의 성격도 존재하였다.
러시아 사회민주노동당 중앙위원회는 볼셰비키가 공식적으로 이 회의에 참가할 것을 요구하였다. 레닌은 멘셰비키와의 화해를 이 통합 운동과 동일시하였다. 볼셰비키는 ‘트로츠키에 대한 투쟁 강화’를 슬로건으로 내세웠고, 통합 운동과 관련된 모든 회의에 들어가는 당 자금 집행의 감산을 요구하였다.
러시아 사회민주노동당 내 청산파(Ликвидаторы, 淸算派)와 전진파(Вперёд, 前進派)는 트로츠키의 주장에 동조하였다. 1911년 2월 말 당 기관지 프라우다는 트로츠키와 레닌 사이의 대립에 대해서 처음으로 공식적인 보도를 하였다. 프라우다는 트로츠키의 이해가 당에 반영될 경우 상류층 노동계급의 입당이 수월해질 것이라는 논평을 기재했다.
1911년 6월 10일, 블라디미르 레닌은 그리고리 지노비예프(Григорий Зиновьев), 레프 카메네프(Лев Ка́менев)와 함께 파리에서 ‘중앙위원회 위원 회의’를 개최했다. 이 회의는 트로츠키의 통합 운동을 공개적으로 비판하였다. 이후 레닌, 지노비예프, 알렉세이 리코프(Алексей Рыков), 야나 티스키(Яна Тышки), 펠릭스 제르진스키(Фе́ликс Дзержи́нский)는 위원 회의의 실질적 활동에 필요한 조직위원회 구성에 찬성하였다. 레닌은 트로츠키에게 조직위원회에 가입할 것을 요구했으나, 트로츠키는 이 제안을 거절했다.

### 베른 회의
1911년 8월 20일부터 8월 23일까지 스위스 베른에서 멘셰비키 해외국 가맹 회의가 열렸다. 미하일 리베르(Михаил Либер), 보리스 고레프(Борис Горев), 솔로몬 슈바르츠(Соломон Шварц), 표도르 단(Фёдор Дан) 등은 ‘러시아 사회민주노동당 중앙위원회 총회가 주최한 회의를 소집하기 위한 해외 지원에 관련된 논의’에 대해 토론하였다. 이 토론에서 단과 트로츠키는 최종적인 의견을 담은 〈전(全)당원에 호소한다〉을 채택하였다. 이 문서는 볼셰비키의 통합 거부와 별도의 당 회의 개최에 대한 비판이 담겨져 있다.
| “ | “당 활동의 경험을 통해 모든 운동은 통일된 활동이 최대한 필요하다는 것을 확신했습니다. 당신(레닌)은 진영의 무질서에 대해 반복적으로 항의한 바―노동운동의 실제 지도자와 조직자들의 의지에 반하여―가 있습니다. 당신의 적극적인 개입이 없이는 당의 단합이 불가능한 것과 비슷하게, 분열도 불가능합니다. 이제 당의 운명에 대한 책임은 전적으로 귀하에게 있습니다.” | ” |

베른 회의 이후 러시아 제국 내 러시아 사회민주노동당의 모든 분파에게 통합 노력을 위한 여러 가지 행동 방침이 주어졌다. 또한, 통합을 원하는 모든 지역당 및 분파에게 정기적으로 지역 통합 회의에 초대됐다. 한편으로, 볼셰비키는 이 통합 운동에 찬성하는 기회주의자와 개량주의자에 대한 비판을 당내 소규모 토론을 통하여 추진했다. 멘셰비키의 경우는 다수가 이미 볼셰비키와 통합할 의향을 갖고 있었다. 그러나, 멘셰비키는 이 통합 운동의 주도자인 트로츠키의 영구혁명론과 기타 혁명 이론에 반대하고 있었으며, 그를 통합 회의에서 고립시켰다. 이는 통합 회의 분열의 시초적 발현이었다. 트로츠키는 지속적으로 볼셰비키 당 조직에 통합 회의에 참석할 것을 요구했으나, 레닌은 이를 거절하였다.

### 프라하 회의
1912년 1월 프라하에서 러시아 사회민주노동당 제6차 당대회가 열렸다. 동시에 같은 지역에서 볼셰비키는 ‘프라하 회의’를 개최하고 통합 회의를 비판하였다. 당에 어중이떠중이들을 모두 입당시켜서 당 규율 파괴 행위를 일삼으려는 멘셰비키와 함께 할 수 없다는 점을 레닌은 누차 밝혔으며, 소부르주아적 개인주의를 배격하고 당원의 일정한 지식 수준과, 투쟁력을 강화해야 한다고 주장했다. 동시에 열린 ‘전(全)민족 사회민주당 조직 회의’에서는 폴란드 및 리투아니아 지역 대표와 기타 멘셰비키 분파가 참석하였다. 트로츠키는 이 회의에서 레닌의 정예주의(精銳主義)를 비판하였으며, 더 많은 대중을 당에 들어오게 하는 것은 당의 외연 확장에 이로울 것이라 진단하였다. 그는 러시아 국가 두마 총선이라는 합법적 틀에서 러시아 사회민주노동당이 이점을 얻으려면, 더 많은 대중을 포섭해야 한다고 주장하였으며, 이것이 혁명의 성공에도 더욱 도움이 될 것이라고 장담하였다. 그는 전(全)민족 사회민주당 조직 회의의 목적이 당의 통합을 위한 공식적인 위원회를 만드는 것과 연결되어야 한다고 주장했다. 레닌은 회의 이후 팜플렛을 통해 트로츠키가 겉으로는 의화 활동과 비합법 활동의 전략적 연계를 주장하지만, 실상은 이 둘을 분리해서 보고 있다고 비판하였으며, 의회 활동과 비합법 활동의 연계는 고도의 지식과 활동력을 갖춘 당원이 당의 세포를 구성해야지만 이루어질 수 있다고 하였다.
| “ | “트로츠키의 결의안의 서문은 현존하는 당 사업, 이데올로기, 정치 노선을 다루는 것이 아니라, '현존하는 사람들'을 다루는 종파적이고 속물적인 화해 중에서도 최악의 종류의 화해, 즉 거꾸로 된 쉼표로 된 '화해'에 대한, 완전한 정신을 표현하였다.” (레닌) | ” |

파벨 악셀로드는 두 회의에 대해 다음과 같이 평가하였다.
| “ | “나는 그(레닌)가 공동의 적에 대한 공동의 투쟁에 그 어떠한 진지한 고려를 할 소망이 없는 인상을 남겼다고 평가한다.” (악셀로드) | ” |

악셀로드의 이러한 평가는, 통합 논의가 비현실적이라는 뜻을 내보인 것이기도 하다. 그러나, 8월 13일 마르토프는 악셀로드에게 서한을 보내 통합 회의에 적극적으로 참여할 것을 독려했으며, 악셀로드는 통합 회의에 대한 회의적인 입장을 거뒀다.
마르토프는 8월 25일 비엔나 회의에 참석할 것을 공개적으로 밝혔으나, 당 통합 논의의 전망이 비참하다고 주장했다. 트로츠키는 레닌에게 비엔나 회의에 참석할 것을 요구했지만, 레닌은 이를 거절하였다.

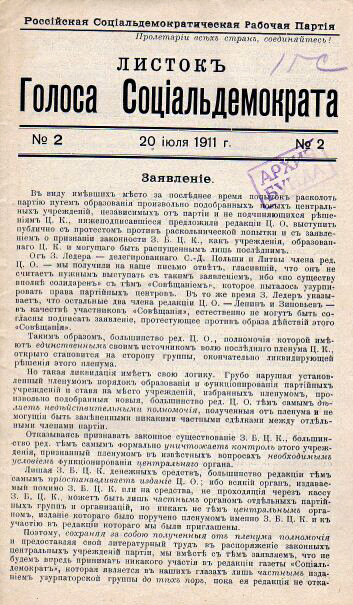
〈사회민주주의자의 목소리〉에 실린 당 분열에 대한 우즈베키스탄 지역 당 조직의 비판적 입장(1911년 7월)
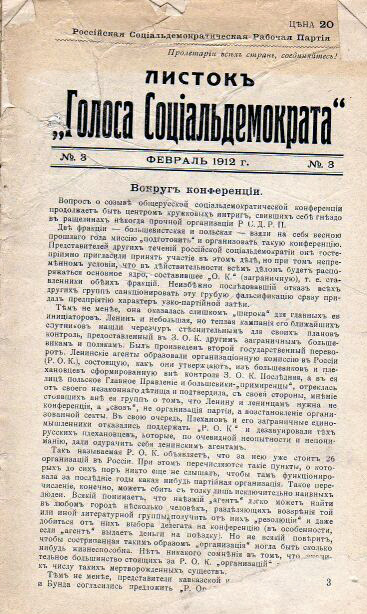
레닌의 프라하 회의에 대한 〈사회민주주의자의 목소리〉의 비판 논평(1912년 2월)
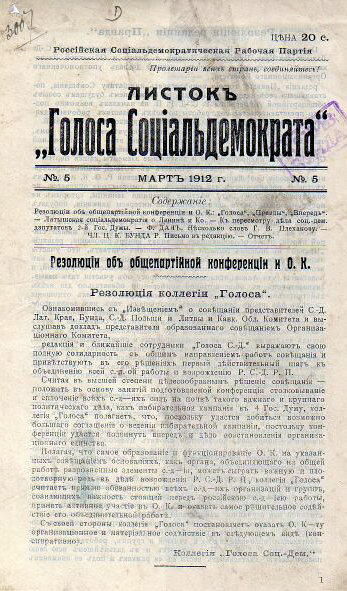
8월 회의를 지지하는 〈사회민주주의자의 목소리〉의 논평(1912년 3월)

## 비엔나 8월 회의
1912년 8월 말 비엔나에서 트로츠키 주도로 러시아 사회민주노동당 조직 통합 회의가 열렸다. 같은 해 10월 8일자 러시아 제국 경찰국 보고서에 따르면, 이 회의에 18명이 대표와 10명의 자문위원이 참가했다고 한다. 이 그룹에 참가한 러시아 사회민주노동당 분파 및 일원은 이 회의가 러시아 사회민주노동당의 재건에 기여할 것이라고 밝혔다.
대표단은 크게 영토별 대표단과 러시아 제국 내 식민지 지역 지부(리투아니아, 우즈베키스탄, 우크라이나, 조지아, 폴란드) 및 각 분파의 통합 대표단으로 나눠져 있었다. 트로츠키는 비엔나 회의가 러시아 제국 내에서 조직된 마르크스주의 조직의 모든 것이 모여 있다고 자평하였다. 참석자 중에는 볼셰비키파도 존재하였다. 대표단 구성원 및 핵심 참석자를 분파로 나눌 경우, 총 17명의 무당파, 11명의 멘셰비키, 4명의 볼셰비키로 나눠졌다. 회의를 통해 조직위원회를 구성하였고, 조직위원회는 통합을 위한 구체적인 방법론을 모색하였다.
이 회의는 독일 사회민주당의 전폭적인 지지를 받았다. 트로츠키는 독일 사회민주당으로부터 8만 마르크의 지원금을 받았으며, 오스트리아 사회민주당으로부터도 자금을 받았다.
트로츠키가 작성한 정치 결의안은 영구혁명론의 초기 형태가 반영되어 있으며, 농촌에서 농업프롤레타리아를 혁명적으로 조직하는 여러 내용이 담겨져 있다. 또한, 의회 활동과 비합법 활동의 결합 등의 내용이 들어가 있다. 동시에 제4대 러시아 국가 두마 총선에 관해서도 세밀히 언급하였다. 트로츠키는 보편적인 자유선거의 실시를 주장하였고, 러시아 내 각 유대인 박해 중지, 노동운동 합법화를 요구하였다.

## 블록의 붕괴
비엔나 회의를 통해 구성된 조직위원회가 각국에서 체포를 당하였다. 조직위원회의 활동은 소수의 멘셰비키 지도자 및 무당파 주요 일원에 의해 지도됐다. 그러나, 비엔나 회의가 시작된 시점에서 몇 주 후 시점에서 이 활동이 통합에 별 도움이 되지 않는다는 의견이 러시아 사회민주노동당 내에서 크게 일어나기 시작한다. 한편, 볼셰비키당 중앙위원회는 비엔나 회의에 참석한 자들을 청산주의자라고 비판하였고, 여러 회의를 주도하여 지속적으로 블록의 활동을 비판했다.
동시에 멘셰비키 및 무당파 대표단을 중심으로 조직위원회 내에서 반(反)트로츠키 대열이 굳어졌다. 이들은 트로츠키의 혁명 이론이 좌경적이며, 당의 대중성을 훼손한다고 비판했다. 조직위원회는 다시 트로츠키 지지파와 반대파로 나눠졌으며, 이념적으로 분열되기 시작했다.
1913년부터 조직위원회 내 볼셰비키 참석자가 참여를 거부하기 시작하였고, 조직위원회는 점점 멘셰비키의 외곽 조직으로 되었다. 결국 트로츠키는 1914년 2월에 비엔나 회의에 기초한 조직위원회 활동을 포기하였다. 조직위원회는 2월 혁명이 일어날 때까지 해체되지 않았는데, 트로츠키가 이탈한 후에 이 조직은 멘셰비키의 당 조정기구로 남아 있었으며, 통합에 관해서는 유명무실한 것이 되었다.

## 영향과 비판
8월 블록의 영향은 제한적이었으나, 이에 대한 비판은 소비에트 연방 성립 후에도 이어졌다. 훗날 트로츠키는 자신이 8월 블록을 조직한 것을 후회하였고, 자신의 실수를 인정하였다.

### 블라디미르 레닌의 비판
1911년 초부터 트로츠키 주도로 통합 논의가 이루어지고 있을 때, 레닌은 트로츠키를 ‘예수를 판 유다’, ‘부르주아 정치패거리’, ‘비열하고 해로운 자’, ‘청산주의자’ 등의 용어를 사용하며 강렬하게 비판하였다. 레닌의 입장에서 멘셰비키와의 통합은 부르주아 종파와의 통합을 의미했기 때문이다. 한편, 트로츠키는 자신의 저서 《나의 생애》에서 당시 분파 통합에 대한 볼셰비키 내 여론은 상당히 긍정적인 방향이었기에, 스스로는 통합이 수월하게 이루어질 수 있다는 희망을 갖게 되었다고 서술했으나, 당시 볼셰비키 중앙위원의 압도적인 다수는 통합에 반대하고 있었으며, 이러한 반대는 평당원의 지지에 기반한 것이었다.

### 이오시프 스탈린의 비판
1923년부터 스탈린은 트로츠키를 정치적으로 공격하기 위해 8월 블록에 대한 비판을 행했다. 스탈린은 소부르주아 조직이자, 수정주의 일파인 멘셰비키를 통합의 대상으로 설정한 트로츠키의 무지를 비판하였으며, 이러한 블록을 주도했다는 것을 근거로 하여, 트로츠키가 멘세비키의 사상적 조류에 편승했을 뿐이 아니라, 반당 활동에 적극 가담할 수 있다고 비판했다. 하지만, 트로츠키는 8월 블록 시기에 멘셰비키에 공식적으로 가담한 적이 없으며, 블록 내에서도 여러 멘셰비키 지도자와 사상 차이로 논쟁을 벌였다.
트로츠키가 8월 블록의 핵심 인물로 활동한 경력은 1923년부터 진행된 러시아 공산당 내 권력 투쟁에서 상당히 불리하게 작용했다. 특히, 소비에트 러시아 수립 이후에도 ‘좌익공산주의파’에 가담하여 레닌과 항상 대립해왔던 트로츠키의 입장에서 8월 블록이 다시 쟁점이 되는 것은 좋을 것이 없었다. 결국 트로츠키는 권력 투쟁에서 스탈린에게 패배하고 모든 당직에서 물러나야 했다.

### 아나톨리 루나차르스키의 비판
소비에트 연방의 교육위원장인 아나톨리 루나차르스키는 트로츠키의 정치 결의안을 비판했다. 이 결의안의 내용에서 토지 몰수를 위한 직접적인 투쟁 방법론, 지주 토지 몰수, 각 민족의 자결권 보장, 민주공화국 성립을 위한 실질적인 요구 따위가 존재하지 않았으며, 오로지 헌법 개정, 노동조합 활동권의 부분적 보장, 기타 개인의 권리 보장, 각 민족의 ‘자치권’ 보장에 관련된 내용만이 존재했다는 것이다.